# 宽头华鲮
宽头华鲮（学名：Sinilabeo laticeps）为鲤科华鲮属的鱼类。在中国，分布于澜沧江及其支流等，主要栖息于清水河段。该物种的模式产地在云南罗棱江、勐养河。

## 扩展阅读
維基物種上的相關：宽头华鲮